# Ennio Grassi
Ennio Grassi (Rimini, 2 gennaio 1947) è un politico italiano.

## Biografia
Nel 1964 iscrive all'Università di Urbino, laureandosi in letteratura nel 1969. Successivamente, presso lo stesso Ateneo, si laurea in Filosofia nel 1972 e in Sociologia nel 1979.
Dal 1972 al 1988 è stato collaboratore didattico presso l'Istituto di Filologia Moderna dell'Università di Urbino, dove ha tenuto inoltre l'incarico di Sociologia della letteratura nei corsi di specializzazione post laurea.
Dal 1983 al 1989 è Assessore alla Cultura del Comune di Rimini.
Eletto deputato, entra in Parlamento nel 1990 dove resterà per tre Legislature ricoprendo l'incarico di vicepresidente della X Commissione (attività produttive, commercio e turismo) dal 1992 al 1994 e in seguito vicepresidente della Commissione parlamentare d'inchiesta sull'attuazione della politica di cooperazione con i paesi in via di sviluppo dal  1994 al 1996.
Nell'ambito dell'attività parlamentare è chiamato in veste di Osservatore Internazionale a presenziare alle prime elezioni democratiche in Cambogia e Mozambico.
Dal 1997 al 1999 è Consigliere presso il Ministero della Pubblica Istruzione con l'incarico di coordinare gli interventi di cooperazione nell'ambito formativo nell'area balcanica. In questa veste e con funzioni diplomatiche straordinarie, viene nominato presso la Delegazione Diplomatica speciale in Albania, dove assumerà l'incarico di rappresentante del Governo italiano per l'attuazione del programma di collaborazione Italia-Albania nel settore del sistema formativo.
Dal 2000 fino al 2008 è consulente del Ministero degli Affari Esteri in numerosi progetti di institutional building nel settore scolastico ed universitario in Albania e in Cina.
È membro del Comitato Scientifico dell'Osservatorio Balcani e Caucaso.